# Aalten
Aalten község Hollandiában, Gelderland tartományban. Lakosainak száma 26 909.

## Földrajza
Aalten Gelderland  tartományban fekszik; határos Oost Gelre és Oude IJsselstreek településekkel.

## Háztartások száma
Aalten háztartásainak száma az elmúlt években az alábbi módon változott:
| Háztartások száma | 11 237 | 11 173 | 11 195 | 11 213 | 11 204 | 11 155 |
|                   | 2010   | 2011   | 2012   | 2013   | 2014   | 2015   |